# Campeones
Campeones (prt: Campeões) é um filme espanhol de comédia dramática esportiva de 2018 dirigido por Javier Fesser e escrito por Fesser e David Marqués. Foi selecionado como o espanhol para Melhor Filme Estrangeiro no 91º Óscar, mas não foi indicado.

## Enredo
Este filme é inspirado na equipe Aderes de Burjassot (Valência), uma equipe formada por pessoas com deficiência intelectual que conquistou doze campeonatos espanhóis entre 1999 e 2014.
Marco Montes é assistente técnico do time de basquete CB Estudiantes. Ele é um homem arrogante e de má educação e é demitido do emprego após empurrar o técnico durante um jogo por causa de um desentendimento sobre a estratégia do time. Depois de dirigir bêbado na traseira de um carro da polícia, Marco é condenado a passar dois anos na prisão ou noventa dias de serviço comunitário, como técnico do Los Amigos, um time de jogadores de basquete com deficiência. A princípio, Montes reclama de treinar os jogadores deficientes, chamando-os de subnormales (abaixo do normal). Porém, à medida que continua a treinar a equipe, ele percebe que cada um dos jogadores tem uma formação única e são extremamente persistentes em trabalhar juntos e jogar bem.

## Elenco
- Javier Gutiérrez como Marco Montes
- Juan Margallo como Júlio
- Athenea Mata como Sónia
- Luisa Gavasa como Amparo
- Daniel Freire como Carrascosa
- Itziar Castro como Madre de Jesus
- Mariano Llorente  como Iván
- Júlio Fernández
- Sérgio Olmo
- Jesus Lago
- José de Luna
- Glória Ramos como Collantes
- Fran Fuentes
- Alberto Nieto Fernández
- Roberto Chinchilla como Ramón
- Stefan López
- Jesús Vidal como Paquito

## Produção
O filme é uma produção das Películas Pendelton, Rey de Babia AIE, Morena Films e Telefónica Studios.

## Lançamento
Distribuído pela Universal Pictures International Espanha, o filme foi lançado nos cinemas na Espanha em 6 de abril de 2018. Em Portugal, foi lançado em 4 de julho de 2019.

## Recepção

### Bilheteria
O filme é o filme em espanhol de maior bilheteria de 2018 na Espanha, com uma bilheteria de 19,1 milhões de euros em 3,3 milhões de entradas.

### Resposta crítica
Campeones tem um índice de aprovação de 75% no site agregador de avaliações Rotten Tomatoes, com base em 12 avaliações, e uma classificação média de 6,4/10.